# DREAM SKIPPER
DREAM SKIPPER是日本女聲優歌手水樹奈奈第3張音樂專輯。於2003年11月27日由King Records發售。

## 收錄曲
1. 宝物
  - 作詞：NAOKO；作曲、編曲：大平勉
2. BE READY!
  - 作詞、作曲、編曲：矢吹俊郎
3. Keep your hands in the air 
  - 作詞：矢吹俊郎；作曲、編曲：飯田高広
4. still in the groove
  - 作詞、作曲、編曲：矢吹俊郎
5. 砂漠の海
  - 作詞：矢吹俊郎；作曲、編曲：大平勉
6. Dear to me 
  - 作詞、作曲、編曲：矢吹俊郎
7. What cheer?
  - 作詞：矢吹俊郎；作曲、編曲：飯田高広
8. JET PARK
  - 作詞：水樹奈々；作曲：飯田高広；編曲：飯田高広・大平勉
9. White Lie
  - 作詞：NAOKO；作曲、編曲：本間昭光
10. Nocturne -revision-
  - 作詞、作曲：志倉千代丸；編曲：大平勉
11. ひまわり
  - 作詞：NAOKO；作曲：本間昭光；編曲：本間昭光・大平勉
12. 恋してる...
  - 作詞：水樹奈々；作曲、編曲：大平勉
13. in a fix 
  - 作詞、作曲、編曲：矢吹俊郎
14. New Sensation
  - 作詞、作曲、編曲：矢吹俊郎
15. refrain -classico-
  - 作詞、作曲：矢吹俊郎；編曲：矢吹俊郎・大平勉